# قلاتوییه (جیرفت)
قلاتوییه (جیرفت)، روستایی از توابع بخش ساردوئیه شهرستان جیرفت در استان کرمان ایران است.

## جمعیت
این روستا در دهستان گور قرار دارد و براساس سرشماری مرکز آمار ایران در سال ۱۳۸۵، جمعیت آن ۱۹۳ نفر (۴۴خانوار) بوده‌است.